# James Denham-Steuart
James Denham-Steuart (21 octobre 1712 – 26 novembre 1780), est un économiste écossais.
Né à Édimbourg, il reçoit une formation de juriste à l'Université d'Édimbourg, et est admis au barreau à l'âge de vingt-quatre ans.

## Biographie

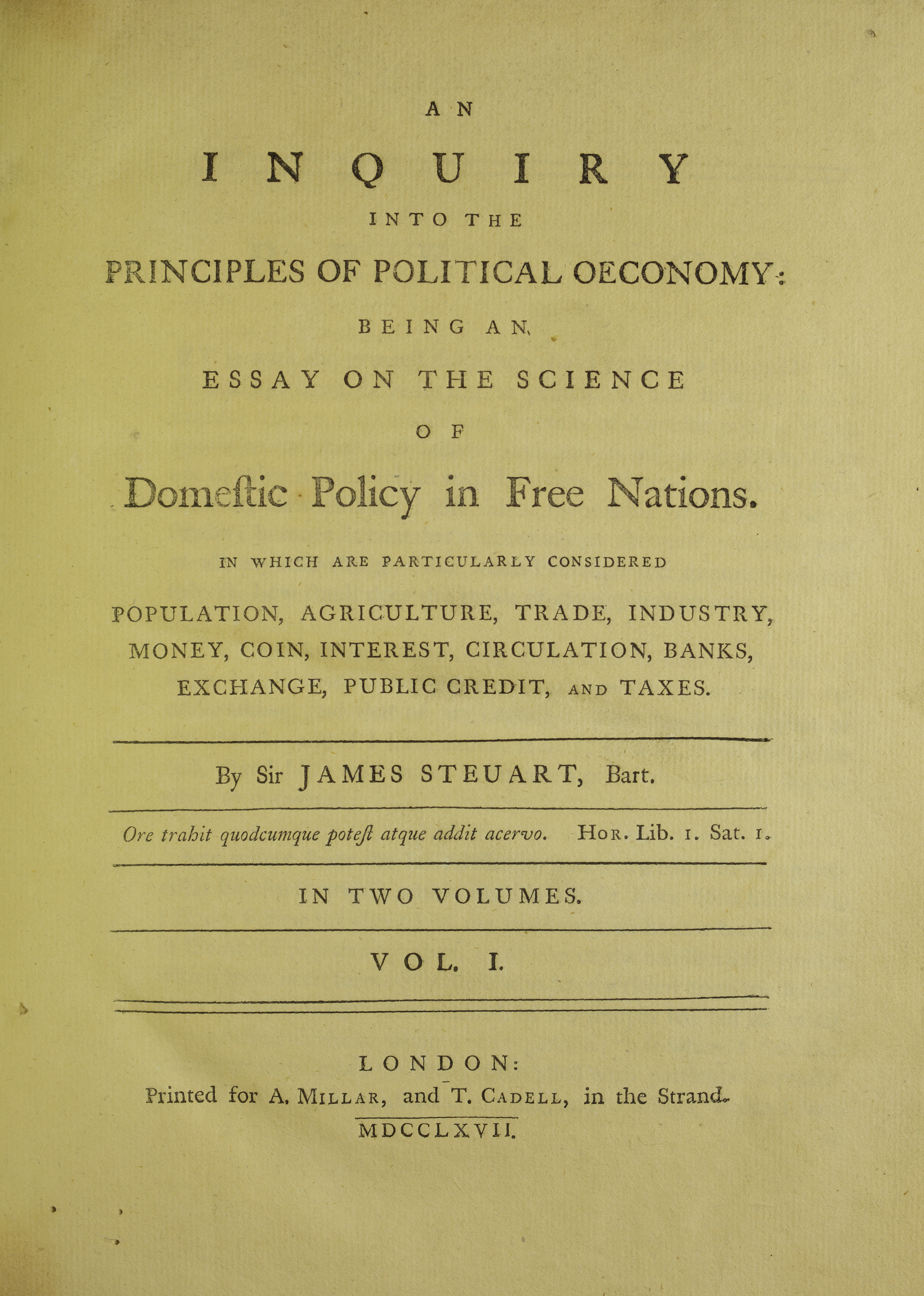
Inquiry into the principles of political oeconomy, 1767

James Stewart est né en 1712 à Coltness près d'Édimbourg dans une famille de juristes. Il a cinq sœurs et sera plus particulièrement proche de l'une d'entre elles : Elizabeth. Il perd son père en 1726 ou 1727 et sa mère en 1736. Il étudie à L'université d'Edimbourg les langues, la philosophie et le droit. En 1735, il est admis au barreau d'Edimbourgh et entreprend immédiatement son Grand Tour.  Ce voyage qui dure cinq ans débute à Leyde avant de se poursuivre en Allemagne, en France, en Espagne et à Rome. Alors que sa famille est plutôt de tradition whig, il devient proche des jacobites et rencontre à Rome le chef de cette faction Bonnie Prince Charlie.
En 1743, il se marie à Lady Frances Wemyss, une des sœurs de son ami Lord Elcho. Son fils le futur général Steuart nait en 1744. Il prend le parti de la Rébellion jacobite (1745-1746), et doit s'exiler après la défaite de Culloden et la défaite du prétendant au trône. Il ne revient en Écosse qu'en 1763. Il s'établit d'abord à Sedan puis à Angoulême où il fraternise avec des parlementaires exilés là pour quinze mois, c'est là aussi qu'il semble se mettre à l'étude de l'économie politique. En 1754, il habite à Paris ville que la proximité d'un conflit franco-britannique l'oblige à quitter en octobre 1755. Il se rend alors en Flandres, puis à Francfort où il demeure jusqu'à la fin de l'hiver 1757. C'est là qu'il publie son premier ouvrage Apologie du sentiment de Monsieur le Chevalier Newton sur l'ancienne chronologie des Grecs. 
Il se rend ensuite à Tubingen, une ville universitaire où selon Paul Chamley, il passe des années heureuses et fécondes. Il publie les deux premiers livres de l'Inquiry et écrit à l'intention du duc Charles de Wurtemberg, le rénovateur de l'université du lieu A dissertation upon the Doctrine of Money applied to the German Coins. En 1758, souffrant de la goutte (maladie), il se rend quelque temps en Italie à la recherche d'un meilleur climat avant de rejoindre Tubingen. En 1761, il obtient que son fils puisse intégrer un régiment de dragons de l'armée anglaise. Parallèlement, la famille quitte Tubingen pour les Flandres et à Spa où séjournent des officiers de toutes les nations belligérantes. Il se montre favorable aux Anglais et est enlevé par les Français qui l'emprisonne à Givet jusqu'à fin 1762.
En 1771, il est autorisé à regagner l'Écosse et se retire à coltines. C'est à cette période qu'il rédige les derniers livres de l'Inquiry ainsi que des écrits philosophiques et théologiques. Il meurt de la goutte le 26 novembre 1780.

Ses voyages à travers l'Europe, ainsi que son amitié avec Hume sont à l'origine de son intérêt pour l'économie politique. Son œuvre principale est l'Inquiry into the Principles of Political Economy, publiée en 1767. Les historiens de l'économie, qui, pressés d'en venir au grand maître, ont tendance à passer un peu vite sur les prédécesseurs les plus immédiats d'Adam Smith, ont vu en lui un mercantiliste. Steuart ne se soucie cependant pas uniquement de la richesse d'une nation en tant qu'elle fonde sa puissance, et porte un intérêt certain à la consommation individuelle et au bien être de chacun. Ainsi écrit-il dans ses Principles:

« Le principal objet de cette science [l'économie politique] est d'assurer un certain revenu de subsistance pour chaque habitant, de parer à toutes les circonstances qui pourraient le rendre précaire ; de fournir toutes les choses nécessaires pour satisfaire les besoins de la société, et d'employer les habitants (...) de manière à créer des relations réciproques et des liens de dépendance entre eux... »

Attaché aux subventions à l'exportation et aux taxes à l'importation, Steuart reste, il est vrai, dans une logique proche de ce qu'on a appelé le mercantilisme. On parle parfois à propos de lui de « mercantilisme modéré » ou « éclairé. » Adam Smith le connaissait, et disait de lui que sa conversation valait mieux que ses livres... C'est peut-être pour cela qu'il ne le cite pas une fois dans la Richesse des Nations. Marx, en revanche, ne le cite pas moins de treize fois dans son Capital.